# Pine Creek Township (Missouri)
Pour les articles homonymes, voir Pine Creek Township.
Pine Creek Township est un ancien township, situé dans le comté d'Ozark, dans le Missouri, aux États-Unis,.